# Staurastrum apiculatum
Staurastrum apiculatum  là một loài Song tinh tảo trong họ Desmidiaceae, thuộc chi Staurastrum.